# Medranda
Medranda es un municipio y localidad española de la provincia de Guadalajara, en la comunidad autónoma de Castilla-La Mancha. El término municipal tiene una población de 73 habitantes (INE 2024).

## Geografía
La localidad capital del municipio está situada a una altitud de 807 m sobre el nivel del mar.  Está situada en llano, en la ribera del río Cañamares.
| Noroeste: La Toba                 | Norte: Pinilla de Jadraque   | Noreste: Torremocha de Jadraque |
| Oeste: La Toba                    |                              | Este: Cendejas de Enmedio       |
| Suroeste: Castilblanco de Henares | Sur: Castilblanco de Henares | Sureste: Jirueque               |

## Historia
La localidad formó parte del Sexmo de Bornoba. Hacia mediados del siglo XIX, el lugar tenía contabilizada una población de 200 habitantes. Aparece descrito en el decimoprimer volumen del Diccionario geográfico-estadístico-histórico de España y sus posesiones de Ultramar de Pascual Madoz de la siguiente manera:

MEDRANDA: l. con ayunt. en la prov. de Guadalajara (7 leg.), part. jud. de Atienza (4), aud. terr. de Madrid (17), c. g, de Castilla la Nueva, dióc de Sigüenza (4). sit. en llano, en una hermosa ribera poblada de árboles frutales, á la márgen der. del r. Cañamares y resguardado de los vientos del E., por un cerro yesar, su clima es cálido, y las enfermedades mas comunes, fiebres intermitentes: tiene 90 casas de muy buena construccion y aseo, cada una con su emparrado, que dan un aspecto delicioso á la pobl. en tiempo de verano; la consistorial que sirve de cárcel, escuela de instruccion primaria, frecuentada por 32 alumnos á cargo de un maestro dotado con 10 fan. de trigo, igual número de cebada y 110 rs.; una fuente de buen agua y tan abundante que forma un arroyo con el que se riegan varios huertos y anda un molino sit. á 50 varas de su nacimiento; una igl. parr. (La Natividad de Nuestra Sra.) servida por un cura y un sacristan, y bien surtida de ropas, alhajas y ornamentos para el culto; un cementerio público, construido á toda costa en el año de 1805, al cual sirve de capilla una erm. (Ntra. Sra. de la Soledad), es magnífico en términos que no se halla otro tan bien construido y dispuesto en toda la circunferencia, aun en pueblos de mas consideracion; fuera del l. al N., S. y O., se encuentran buenos paseos, los dos primeros con arbolado: térm. confina N. Pinilla de las Monjas; E. Torremocha y Jirueque; S. Castilblanco, y O. Membrillera y La Toba; comprende una dehesa boyal poblada de fresnos, aceres, espinos y roble alto y bajo; y un monte de solo roble; el terreno fertilizado por el Cañamares y el arroyo que se forma de la fuente, es sustancioso, de mucha miga y bastante feraz. caminos: los que dirigen á los pueblos limítrofes todos en buen estado: correo: se recibe y despacha en la adm. de Jadraque por un balijero que nombra el ayunt. prod. trigo, cebada, centeno, avena, garbanzos, almortas, lentejas, judias, yeros, arbejones, patatas, cáñamo, melones, sandias, uva, ricas frutas, entre ellas guindas garrafales y de las comunes, diferentes clases de ciruelas, peras y manzanas, melocotones y nueces; leñas de combustible y carboneo y buenos pastos, con los que se mantiene ganado lanar, mular, yeguar y de cerda; abunda la caza de liebres, conejos y perdices; hay pesca de barbos y anguilas; estas han disminuido mucho y son pequeñas; antiguamente se pescaban en abundancia, en una gran balsa de la que se ha formado la fuente de la poblacion. ind.: la agrícola y recria de ganados, fabricacion de yeso, el molino harinero de que se ha hecho mérito y otro de la misma clase, tres herreros, el uno de los cuales trabaja muy bien de armero y cerragero. comercio: esportacion del sobrante de frutos y ganados, e importacion de los art. de consumo que faltan. pobl.: 51 vec., 200 alm. cap. prod. 815,556 rs. imp. 73,400. contr. 5,136 presupuesto municipal: 1,200, se cubre con los fondos de propios y arbitrios y reparto vecinal.
(Madoz, 1848, p. 350)

## Demografía
Medranda cuenta con una población de 73 habitantes (INE 2024).
| Gráfica de evolución demográfica de Medranda entre 1842 y 2021                                                      |
| |
| Población de derecho según los censos de población del INE Población de hecho según los censos de población del INE |